# Гарса, Грегори
Грегори Мартин Гарса Ирли (англ. Gregory "Greg" Martin Garza Early; род. 16 августа 1991, Грейпвайн, Техас, США) — американский футболист, левый защитник. Выступал за сборную США.

## Клубная карьера
Гарса — сын мексиканца и американки. В 14 лет он уехал в Бразилию в для получения практики в футбольной академии клуба «Сан-Паулу». В 2006 году Грегори вернулся в Техас, где тренировался в «Даллас Тексанс». В 17-летнем возрасте он прибыл в академию лиссабонского «Спортинга». Гарса не мог пробиться в основу, поэтому выступал за дублирующий состав или молодёжку.
В 2010 году Грег подписал профессиональный контракт с клубом второго португальского дивизиона «Эшторил-Прая». 14 апреля 2011 года в матче против «Санта Клары» он дебютировал на профессиональном уровне. Гарса не смог выиграть конкуренцию за место в составе и вернулся на родину.
В начале 2012 года Грег подписал контракт с мексиканским клубом «Тихуана». 7 января в матче против «Монаркас Морелия» он дебютировал в мексиканской Примере, заменив во втором тайме Хосе Санда. 14 октября в поединке против «Сантос Лагуна» Гарса забил свой первый гол за клуб. В 2012 году он стал чемпионом Мексики вместе с «Тихуаной».
В конце 2016 года Гарса отправился в аренду на сезон в клуб-новичок MLS «Атланта Юнайтед». 6 марта в матче первого тура сезона 2017 против «Нью-Йорк Ред Буллз» он дебютировал за новую команду. 3 июня в поединке против канадского «Ванкувер Уайткэпс» Грегори забил свой первый гол за «Атланту Юнайтед». Гарса принял участие в Матче всех звёзд MLS 2017, в котором команде звёзд MLS противостоял «Реал Мадрид». По окончании сезона 2017 Гарса перешёл в «Атланту Юнайтед» на постоянной основе, подписав многолетний контракт. В сезоне 2018 Гарса, хотя и пропустил из-за травмы правого плеча более четырёх месяцев — с конца мая по конец октября, стал в составе «Атланты Юнайтед» чемпионом MLS.
11 декабря 2018 года Гарса был приобретён клубом-новичком MLS «Цинциннати» за $250 тыс. целевых и $200 тыс. общих распределительных средств. За новый клуб он дебютировал 10 марта 2019 года в матче против своего бывшего клуба «Атланта Юнайтед». По окончании сезона 2020 «Цинциннати» не продлил контракт с Гарсой.
23 апреля 2021 года Грег Гарса объявил о завершении футбольной карьеры.

## Международная карьера
В 2011 году Гарса принял участие в молодёжном чемпионате КОНКАКАФ в Гватемале. На турнире он сыграл в матчах против сверстников из Суринама, Панамы и Гватемалы.
3 сентября 2014 года в товарищеском матче против сборной Чехии Гарса дебютировал за сборную США, заменив во втором тайме Тимоти Чендлера.
В 2015 году Грегори принял участие в Золотом кубке КОНКАКАФ, попав в заявку американской сборной на замену Брэду Дэвису, выбывшему из-за травмы колена. На турнире он сыграл в матче против команды Гаити.

## Достижения
Командные
 «Тихуана»
- Чемпион Мексики — Апертура 2012

 «Атланта Юнайтед»
- Чемпион MLS (обладатель Кубка MLS) — 2018

Индивидуальные
- Участник Матча всех звёзд MLS — 2017